# 中津隊

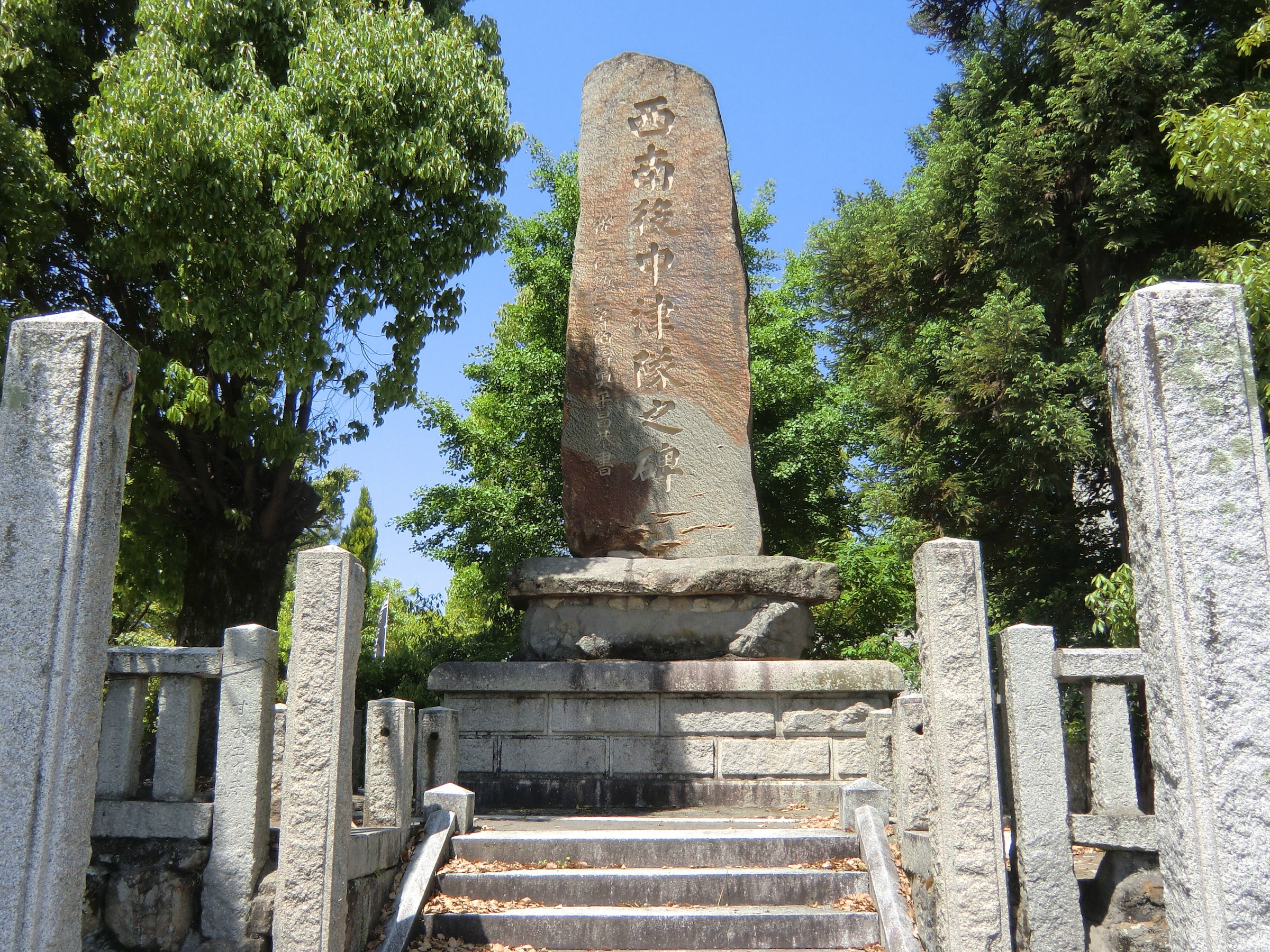
中津城公園にある中津隊の碑

中津隊（なかつたい）は，西南戦争に西郷軍側に呼応した不平士族の部隊。西郷軍に呼応し決起した士族隊としては最北かつもっとも西郷軍本隊から離れた地での蜂起した部隊となる。

## 歴史
明治10年（1877年）現在の大分県中津市において増田宋太郎を中心とした旧中津藩士によって結成された。
中津にて蜂起し、中津城の御殿に放火し焼失させた。その後、大分市を目指し進軍するが、現在の府内城におかれていた県庁の攻略には失敗。県警などの追討を逃れながら熊本県入りし西郷軍本隊に合流している。西南戦争末期、和田峠の戦いで西郷軍が敗れ、西郷隆盛が解軍の令を出したあとも、増田宋太郎ほか十数名は西郷軍と最後まで行動を共にし、鹿児島市で悉く戦死した。
人数が少なかったため中津隊単独での戦果は少ない。しかし彼らの影響により旧豊前国一帯で大一揆が発生することとなった（中津隊の一部に扇動されていたとも言われる）。